# Paratiaia hulini
Paratiaia hulini is een keversoort uit de familie van de boktorren (Cerambycidae). De wetenschappelijke naam van de soort werd voor het eerst geldig gepubliceerd in 2012 door Dalens & Giuglaris.